# Çufo
Çufo este un canal de televiziune albanez pentru copiii cu vârste cuprinse între 1-14 ani. Sistemul de rating este împărțit în 3 grupe: copiii cu vârsta cuprinsă între 1-5 ani, copii de la 6-9 ani și adolescenți cu vârsta cuprinsă între 11-14 ani. A fost lansat pe 18 decembrie 2006 de către platforma TV Digitalb.